# Johan Daniel Herholdt
Johan Daniel Herholdt (13 de agosto de 1818 - 11 de abril de 1902) fue un arquitecto, profesor e inspector real de edificios danés. Trabajó en el estilo historicista y influyó notablemente en la arquitectura danesa de las segundas mitades de los siglos XIX y XX. Su obra más famosa es la Biblioteca Universitaria de Fiolstræde, en Copenhague, que marcó una nueva tendencia. El uso intensivo del ladrillo rojo en grandes edificios culturales y cívicos caracterizaría la arquitectura danesa durante varias décadas. Fue uno de los principales defensores de la escuela «nacional» frente a la escuela «europea» de Ferdinand Meldahl y Vilhelm Dahlerup. 

## Biografía
Johan Daniel Herholdt nació en Copenhague en 1818. Primero se formó y trabajó como carpintero hasta 1840. En los periodos de escasez laboral, asistía a clases nocturnas en la Real Academia y tomaba clases de dibujo durante el día, primero con Gustav Hetsch y más tarde con Michael Gottlieb Bindesbøll. A partir de 1841, viajó por Dinamarca, Noruega y el norte de Alemania, estudiando edificios y trabajando por el camino. En 1845 regresó a Copenhague para completar sus estudios de arquitectura. 
Los primeros encargos de Herholdt fueron principalmente grandes villas y algunas casas señoriales. Su mayor avance se produjo cuando ganó el primer concurso de arquitectura de este tipo en Dinamarca, para el diseño de un nuevo edificio destinado a la Biblioteca de la Universidad de Copenhague. El diseño neogótico que presentó fue un hito que inició una tendencia en la arquitectura danesa, caracterizada por el uso del ladrillo rojo en grandes edificios culturales y cívicos. Esta tendencia duraría medio siglo. Su edificio fue también el primero de Dinamarca en utilizar un sistema estructural de hierro fundido. La biblioteca se terminó en 1861 y ese mismo año se convirtió en miembro de la Academia. 
Entre sus obras posteriores figuran la segunda Estación Central de Copenhague y un edificio para el Banco Nacional de Dinamarca, ambos demolidos, así como el Ayuntamiento de Odense. Fue responsable del diseño de un complejo de edificios para la Escuela Superior de Tecnología Avanzada, donde también ejerció como profesor.

## Edificios seleccionados
- Erholm Manor, Fionia ( 1851–1854, catalogado)
- Selchausdal, Kalundborg (1856, catalogado)
- Biblioteca de la Universidad de Copenhague, Fiolstræde, Copenhague (1857 – 1861)
- Villa propia, 8 Ewaldsgade, Copenhague (1858)
- Casa PC Skovgaard, Østerbro, Copenhague (1869, catalogada)
- Villa para Johanne Luise Heiberg, Østerbro, Copenhague ( 1862–1863, catalogada)
- Grandes almacenes Grøn's, Holmens Kanal, Copenhague ( 1862–1863, catalogado)
- Enrum, Vedbæk (1862 – 1864, catalogado)
- Segunda estación central de Copenhague ( 1862–1864, demolida en 1917)
- Levin House Havnegade, Copenhague (1866, catalogada)
- Mansión Gyldenholm, Slagelse ( 1863–64)
- Banco Nacional de Dinamarca, Holmens Kanal, Copenhague (1865 – 1870, demolido)
- Michael Rosings Mente (1983)
- Invernaderos, Gisselfeld (1876, reconstruidos por Hans Jørgen Holm en 1894, catalogado)
- Ayuntamiento de Odense, Odense (1881 – 1883)
- Bikuben Bank, Silkegade, Copenhague ( 1883–1884, catalogado)
- Laboratorio botánico, Jardín botánico de Copenhague, 140 Godtersgade, Copenhague (diseñado entre 1881 – 1883, construido entre 1889 – 1890)
- Facultad de Tecnología Avanzada, Sølvgade, Copenhague (1887 – 1890)
- Aduana de Helsingør, Helsingør (1887 – 1891, catalogada)
- Aduana de Næstved, Næstved ( 1887–1891 )